# 兹拉特科·萨拉切维奇
兹拉特科·萨拉切维奇（1961年7月5日—2021年2月21日），克罗地亚男子手球运动员。他曾代表南斯拉夫、克罗地亚参加1988年和1996年夏季奥林匹克运动会手球比赛，获得一枚金牌和一枚铜牌。